# Зангезурский уезд
Зангезурский уезд — административная единица в составе Елизаветпольской губернии Российской империи. Центр — селение Герюсы.

## География
Поверхность Зангезурского уезда была в основном гористой с утесистыми хребтами и горными цепями со множеством малодоступных ущелий и котловин. Горы принадлежат к юго-восточной оконечности нагорья Малого Кавказа. Наивысшая точка — гора Капуджих, достигавшая 12855 фт. Весь уезд наклонён к югу, к Араксу, куда направлялись и орошающие уезд реки. Уезд относится к бассейну Аракса и орошался несколькими небольшими реками и ручьями — такими, как Бергушет, Чаундур-чай, Басут-чай, Мегри-чай, Базар-чай, берущими начало в горах и впадающими слева в Аракс.
В настоящее время значительная часть территории Зангезурского уезда (4505 км²) занимает в основном территорию современной Сюникской области Армении. Остальная часть — западные территории Лачинского, Зангеланского и Губадлинского районов Азербайджана — после Второй Карабахской войны снова вернувшиеся под контроль Азербайджанской Республики, a ранее контролирующимся непризнанной Нагорно-Карабахской Республикой как одна административная единица — Кашатагский район.

## История
Территория во II—I веках до н. э. часть Великой Армении династии Арташесидов, I—IV вв. династии Аршакидов, V—VII вв. часть марзпанской Армении, IX—XI вв. часть Армянского царства Багратидов, a до конца XII века Сюникского царства, в XIII — начале XV века здесь правят армянские княжеские династии Орбелян и Прошян. Зангезур является исторической областью Восточной Армении.

Энциклопедический словарь Брокгауза и Ефрона сообщает следующее о Зангезурском уезде:
З. у. в период владычества армян составлял часть провинции Сюник (у персов — Сисакан), которою почти самостоятельно управляли владетельные князья, сохранившие свою независимость почти до конца XII в. В XVIII в. З. у. входил в состав Карабахского ханства.
В XVIII веке наряду с Нагорным Карабахом — один из центров армянской национально-освободительной борьбы, возглавляемый Давид Беком. В 1805 году Карабах вошёл в состав Российской империи по Кюрекчайскому договору. Окончательно же граница в регионе, проходящее по реке Аракс, появилась после очередной Русско-персидской войны (1826—1828) и подписания Туркманчайского договора. В пятидесятых годах эти территории входили в состав Шемахинской и Эриванской губерний, в 1860-х — Бакинской и Эриванской, а с образованием 25 февраля 1868 года Елизаветпольской губернии из части Шушинского уезда Бакинской губернии и Ордубадского уезда Эриванской губернии был образован Зангезурский уезд.

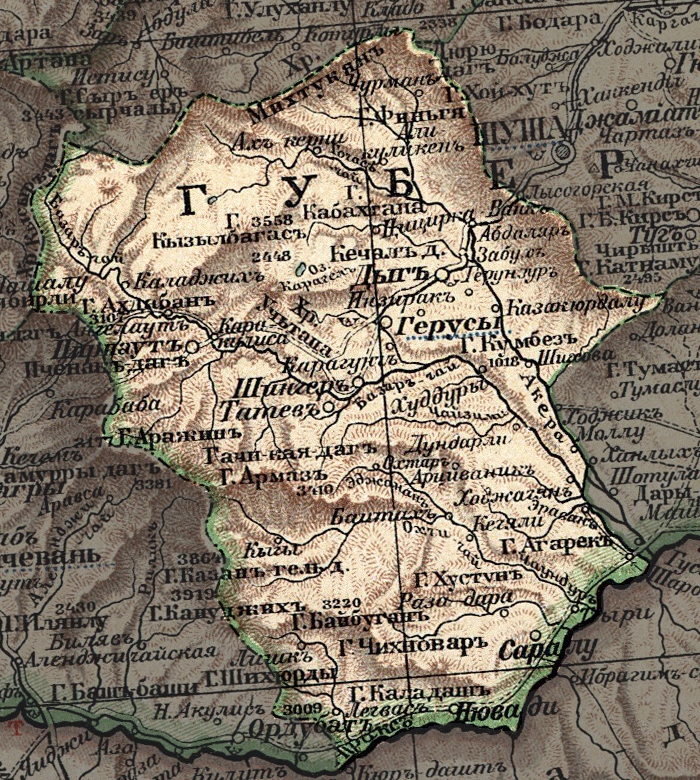
Карта уезда
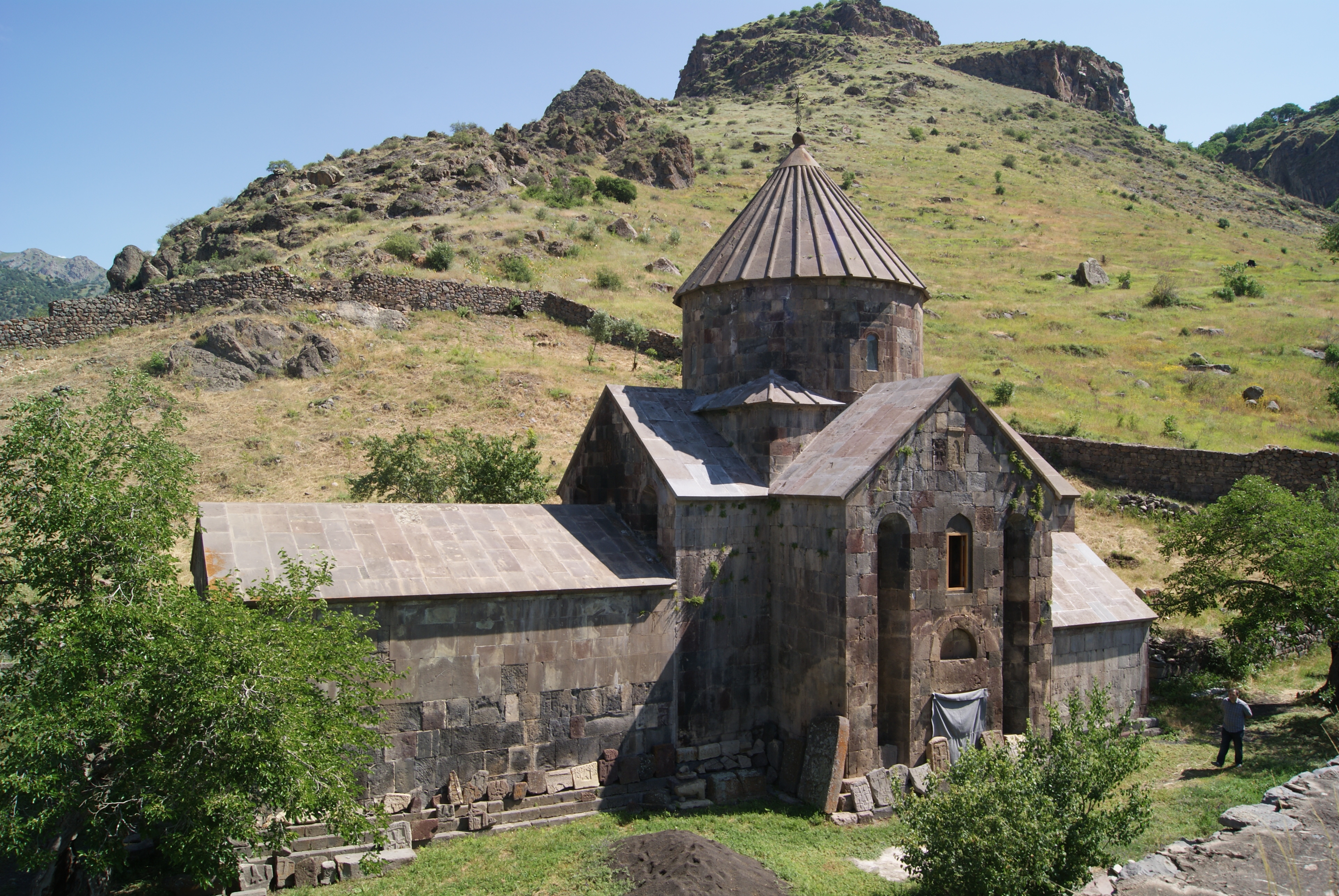
Гндеванк. Построен в 930 году принцессой Софи (Арцруни) — супругой князя Саака
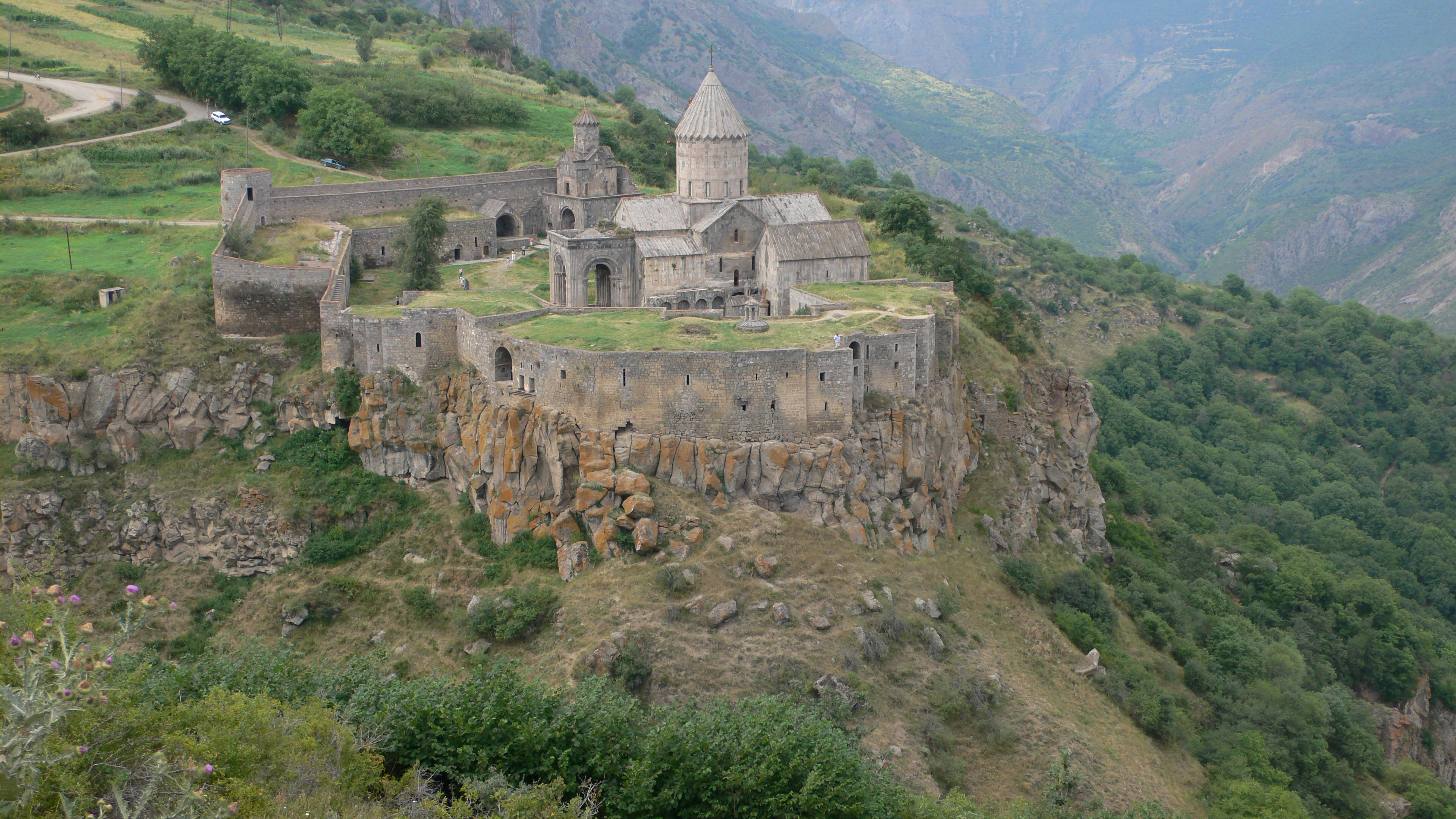
Татевский монастырь. Собор святых апостолов Павла и Петра, построен в 885—906 гг.
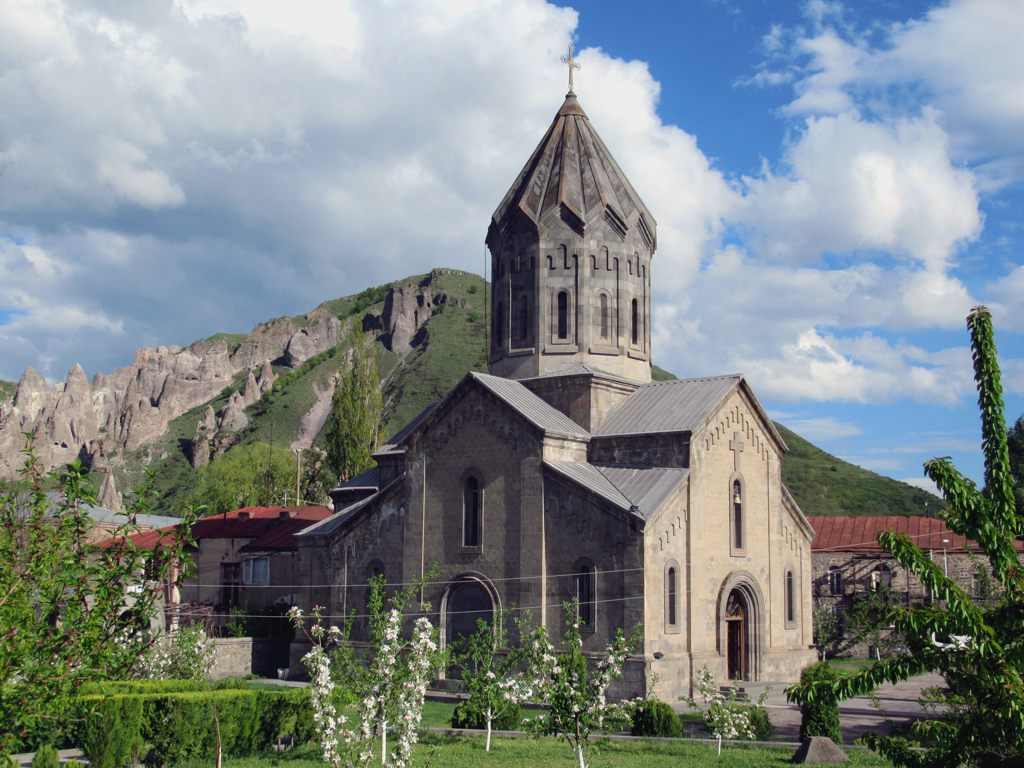
Церковь Святого Григория Просветителя, 1903 год
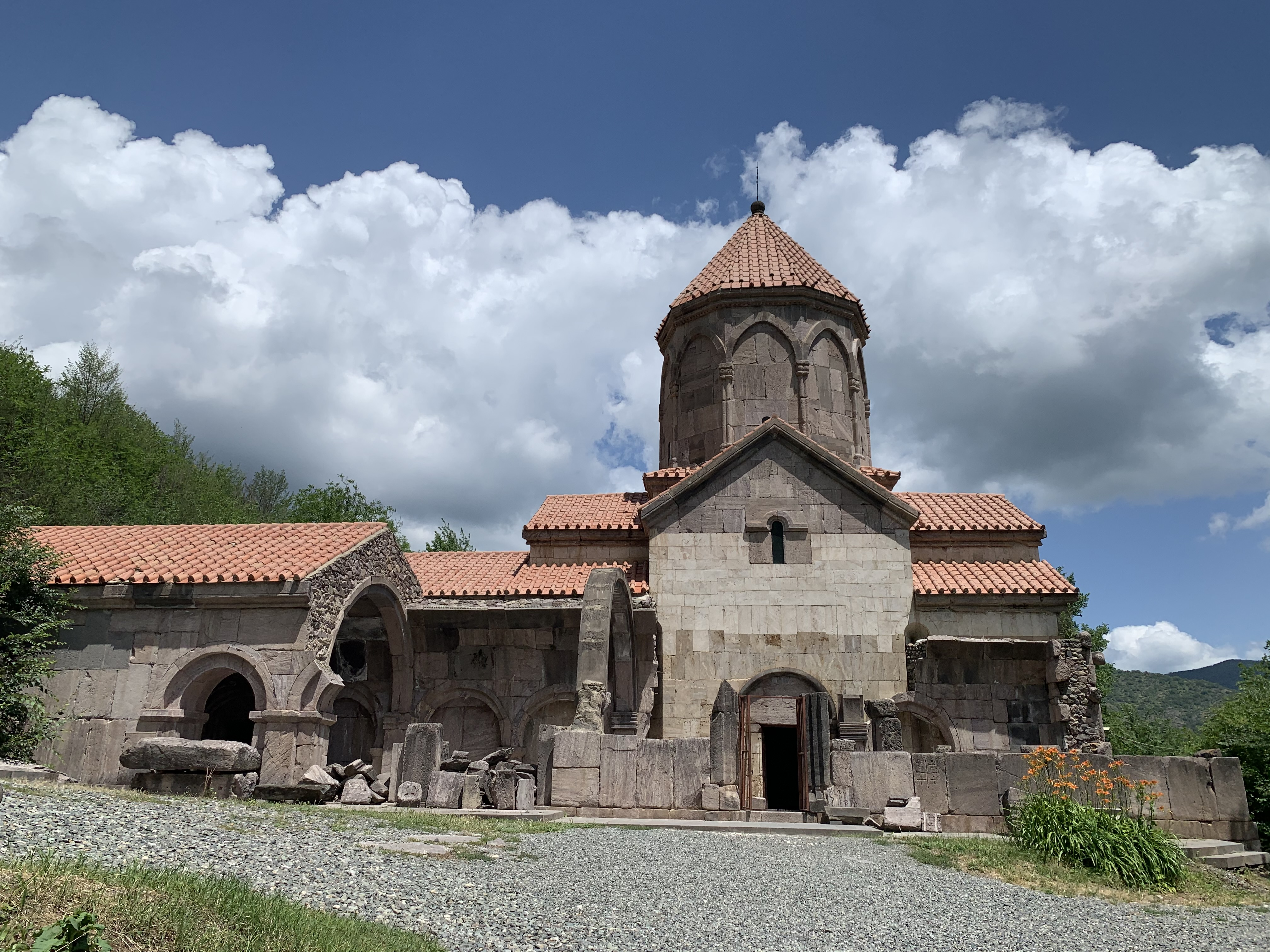
Монастырь Ваганаванк, X век

## Население
По семейным спискам 1886 года, в Зангезурском уезде насчитывалось 123 997 чел. (68 560 мужчин и 55 137 женщин). По данным первой всеобщей переписи населения Российской империи 1897 года, в уезде насчитывалось 137 871 чел. (72 592 мужчины и 65 279 женщин). Ни один из этносов уезда не составлял абсолютного большинства населения.
Население уезда, состоящее из армян, татар (азербайджанцев) и курдов, в большей части было оседлое, в меньшей — полукочевое (часть азербайджанцев и курды), занималось земледелием, садоводством, шелководством, скотоводством, разработкой медных руд и различными промыслами.
В Зангезурском уезде насчитывалось 5 медных рудника — Катарский Мелик-Азарянца, Катарский Мелик-Каракозова, Катарский Кондуровых, Дашкесанский Сименсов, Аткизский Аматуни.
Медь из заводов Зангезурского уезда вывозилась на вьюках к городу Шуша, а оттуда в фургонах к станции железной дороги Евлаха.
Население образует 75 сельских общин с 326 селениями. Сеяли в основном пшеницу, ячмень, просо, рис, хлопок, небольшое количество картофеля и тому подобные культуры.
В 1891 году в уезде была одна православная церковь, одна раскольничья, 97 армяно-григорианских церквей, 9 армяно-григорианских монастырей, 9 суннитских и 24 шиитских мечетей.
Демография в 1890-х годах:
|                          | Число браков | Родившихся всего мужчин | Родившихся всего женщин | В том числе родившихся незаконнорожд. мужчин | В том числе родившихся незаконнорожд. женщин | Число умерших мужчин | Число умерших женщин | Прибыло или убыло мужчин | Прибыло или убыло женщин | Прибыло или убыло обоего пола |
| ------------------------ | ------------ | ----------------------- | ----------------------- | -------------------------------------------- | -------------------------------------------- | -------------------- | -------------------- | ------------------------ | ------------------------ | ----------------------------- |
| 1894                     | 926          | 1651                    | 1211                    | 2                                            | 1                                            | 809                  | 542                  | 842                      | 669                      | 1511                          |
| 1895                     | 927          | 2013                    | 1472                    | -                                            | -                                            | 887                  | 648                  | 1126                     | 824                      | 1950                          |
| 1896                     | 750          | 1937                    | 1299                    | -                                            | -                                            | 862                  | 656                  | 1075                     | 643                      | 2348                          |
| 1897                     | 784          | 1931                    | 1448                    | 2                                            | -                                            | 926                  | 711                  | 1005                     | 737                      | 1742                          |
| 1898                     | 736          | 1649                    | 1198                    | -                                            | 1                                            | 1088                 | 803                  | 561                      | 395                      | 956                           |
| Итого за 5 лет           | 4124         | 9181                    | 6628                    | 4                                            | 2                                            | 4572                 | 3360                 | 4609                     | 3268                     | 7877                          |
| Среднее в год            | 825          | 1836                    | 1326                    | 1                                            | -                                            | 914                  | 672                  | 922                      | 654                      | 1575                          |
| Среднее в год на 1000 ж. | 5,8          | 12,9                    | 9,3                     | -                                            | -                                            | 6,4                  | 4,7                  | 6,5                      | 4,6                      | 11,1                          |

### Национальный состав
| Год  | Всего   | Армяне           | Татары (азербайджанцы) | Курды и езиды   | Великорусы (русские), малорусы (украинцы), белорусы | Греки       | Персы       | Поляки      | Молдаване и румыны | Немцы      | Лезгинские народы | Аваро-андийские народы | Грузины     | Остальные   |
| ---- | ------- | ---------------- | ---------------------- | --------------- | --------------------------------------------------- | ----------- | ----------- | ----------- | ------------------ | ---------- | ----------------- | ---------------------- | ----------- | ----------- |
| 1886 | 123 997 | 57 425 (46,3 %)  | 37 653 (30,3 %)        | 26 824 (21,6 %) | ---                                                 | ---         | ---         |             | ---                | ---        | ---               | ---                    | ---         | ---         |
| 1897 | 137 871 | 63 622 (46,15 %) | 71 206 (51,65 %)       | 1 807 (1,31 %)  | 1 006 (0,73 %)                                      | 143 (0,1 %) | 26 (0,02 %) | 18 (0,01 %) | 16 (0,01 %)        | 9 (0,01 %) | 7 (0,01 %)        | 3 (<0,01 %)            | 2 (<0,01 %) | 6 (<0,01 %) |

По данным переписи населения 1926 года население уезда составляло 68 918 чел.

## Административное деление
В 1913 году в уезд входило 75 сельских правлений:
- Алидаринское — с. Алидара,
- Али-Кули-Кендское — с. Али-Кули-Кенд (Аликуликенд 1-е и 2-е),
- Али-Кули-Ушагинское — с. Кнаблу-Мусканлу,
- Алилинское — с. Алилу,
- Ангелаутское — с. Ангехакот,
- Анцеваникское — с. Анцеваник,
- Астазурское — с. Шванидзор,
- Ахлатианское — с. Ахлатиан,
- Бабалинское — с. Хидирлы,
- Базарчайское — с. Базар-Чай (Базарчай),
- Бартазское — с. Бартаз,
- Баяндурское — с. Баяндур,
- Вагудинское — с. Вагуды,
- Варшаназурское — с. Варшаназур (Вартаназур),
- Галское — с. Гал,
- Гарарское — с. Гарар,
- Гедакларское — с. Гедаклар,
- Герензурское — с. Корнидзор,
- Герусинское — с. Герусы,
- Гюдгумское — с. Гюдгум,
- Гягялинское — с. Шаперлу,
- Дарабазское — с. Дарабаз,
- Дарзилинское — с. Дарзилы,
- Джагазурское — с. Джагазур,
- Джагангирбеклинское — с. Джагангирбеклу,
- Джеджимлинское — с. Джеджимлу,
- Донзарлинское — с. Дондарлы,
- Дыгское — с. Дыг,
- Зангеланское — с. Удьгюм,
- Искандер-Беклинское — с. Искандер-Беклу,
- Кавартское — с. Каварт,
- Кази-Курдалинское — с. Кази-Курдалу,
- Каладарасинское — с. Кала-Дарасы (Каладараси),
- Кара-Кишлагское — с. Гёярджик,
- Керджаланлинское — с. Керджаланлу,
- Киратагское — с. Гигилу,
- Легвазское — с. Легваз,
- Малибеклинское — с. Малибеклу,
- Мамедлинское — с. Мамедлы,
- Мигринское — с. Мигри (Мигры),
- Моллаларское — с. Моллалар,
- Моллинское — с. Юхары-Моллу,
- Мусульманларское — с. Мусульманлар,
- Нювадинское — с. Нювады (Нувады),
- Ордаклинское — с. Бахарлы,
- Охтарское — с. Норашеник,
- Охчинское — с. Фурхут,
- Пирнаутское — с. Пирнаут,
- Пирчеванское — с. Пирчеван,
- Пичанисское — с. Пичанис,
- Рабандское — с. Рабанд,
- Сараллинское — с. Сараллу,
- Сары-Ятагское — с. Сары-Ятаг,
- Сафианское — с. Мелик-Поясы,
- Сеидларское — с. Пириджан,
- Сисианское — с. Сисиан (Каракилиса),
- Софулинское — с. Софули,
- Татевское — с. Татев,
- Тирисское — с. Минджеван,
- Уджанисское — с. Уджанис,
- Узское — с. Уз,
- Халаджское — с. Халадж,
- Ханазакское — с. Хнацах,
- Хандакское — с. Хандек,
- Ханзиракское — с. Ханзирак (Хинзирак),
- Ходжаганское — с. Ходжаган 1-й,
- Хотское — с. Хот,
- Шалатское — с. Шалат,
- Шальвинское — с. Дашты,
- Шахсуварлинское — с. Шахсуварлу,
- Шекинское — с. Шеки,
- Шингерское — с. Шингер,
- Шихавинское — с. Каракишиляр,
- Шихаузское — с. Шикаох,
- Шихлярское — с. Шихляр.

## Населённые пункты
Крупнейшие населённые пункты уезда (население, 1908 год)
| №  | Населённые пункты  | Население, всего | в т.ч. Армяне | в т.ч. Азербайджанцы |
| -- | ------------------ | ---------------- | ------------- | -------------------- |
| 1  | Агкерпы            | 1560             | 1560          | 0                    |
| 2  | Алидара            | 2310             | 0             | 2310                 |
| 3  | Ангелаут           | 1520             | 1520          | 0                    |
| 4  | Баяндур            | 1900             | 0             | 1900                 |
| 5  | Корнидзор          | 3800             | 3800          | 0                    |
| 6  | Дыг                | 4900             | 4900          | 0                    |
| 7  | Каладараси         | 3900             | 3900          | 0                    |
| 8  | Гёярджик           | 2300             | 0             | 2300                 |
| 9  | Кюрт-Гаджи         | 1650             | 0             | 1650                 |
| 10 | Малибеклу          | 2160             | 0             | 2160                 |
| 11 | Мигри              | 1761             | 1761          | 0                    |
| 12 | Пирнаут            | 1940             | 1940          | 0                    |
| 13 | Пичанис            | 2160             | 0             | 2160                 |
| 14 | Саралу-Фариджан    | 1827             | 0             | 1827                 |
| 15 | Татев              | 1940             | 1940          | 0                    |
| 16 | Ханазак            | 2700             | 2700          | 0                    |
| 17 | Шахсуварлу-Минкенд | 1650             | 0             | 1650                 |
| 18 | Шеки               | 1615             | 0             | 1615                 |
| 19 | Шингер             | 1948             | 1945          | 0                    |

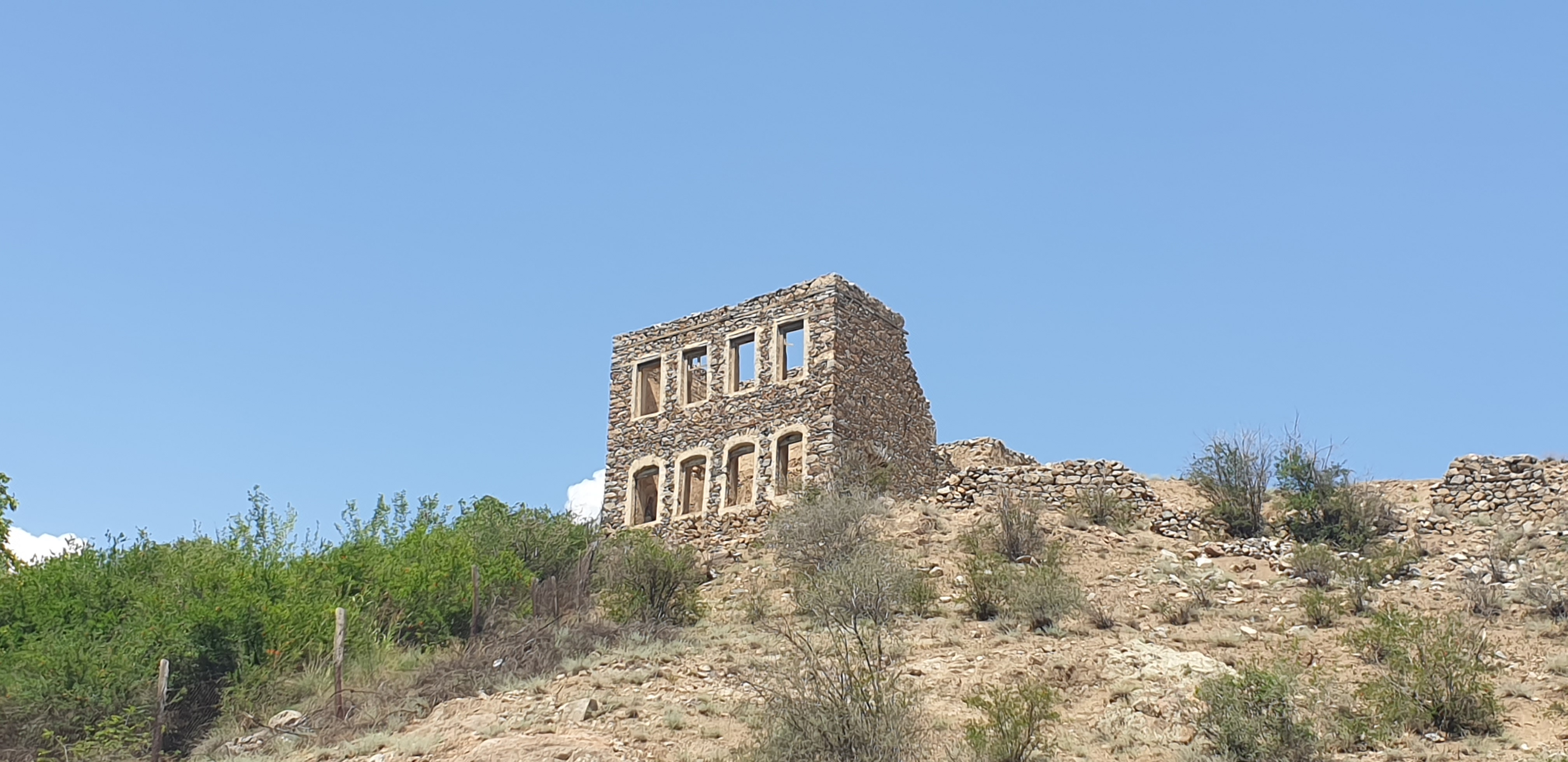
Здание школы XIX века в Шванидзоре
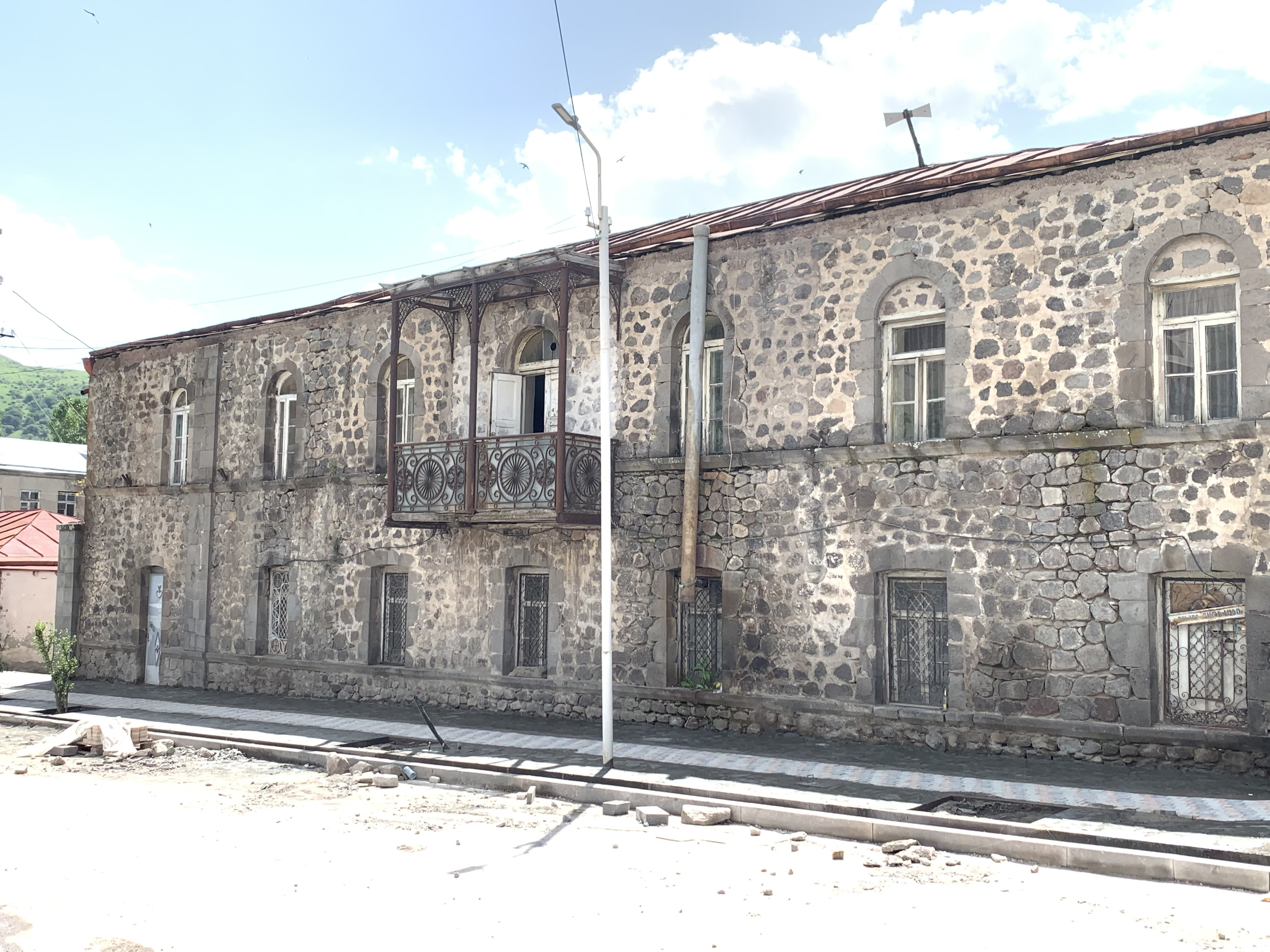
Здание русской школы XIX века в Горисе